# Pothyne albolineata
Pothyne albolineata là một loài bọ cánh cứng trong họ Cerambycidae.